# Kostel svatého Jana Nepomuckého (Dyje)
Kostel svatého Jana Nepomuckého (také Kostel Nanebevzetí svatého Jana Nepomuckého, dříve kostel Zbičování Spasitele) je farní kostel v římskokatolické farnosti Dyje, nachází se v centru obce Dyje. Kostel je pozdně barokní jednolodní stavba s nástropními malbami Franze Antona Maulbertsche (kdy spolupracovali i Josef Winterhalder a Felix Ivo Laicher) a půlkruhovým závěrem a věží na západní straně kostela. Kostel je chráněn jako kulturní památka České republiky. Kostel je významný tím, že jeho podoba zůstala prakticky nezměněna od dostavby.

## Historie
V obci dříve stával kostel svatého Vavřince, byl postaven kolem roku 1280 a zničen v období husitských válek. Současný kostel byl postaven mezi lety 1769 a 1775, stavitelem byl F. Kerndl z Vídně. Základní kámen stavby byl položen již v roce 1768. Po zrušení kláštera v Louce začal kostel chátrat a postupně se jeho stav zhoršoval, průběžně byl opravován, ale nikdy ne komplexně. Až v roce 2004 započaly postupné opravy kostela a v plánu je jeho využití jako výstavní prostory pro Moravskou galerii v Brně. V roce 2008 byly dokončeny opravy fresek v kostele a byly připraveny k opravě varhany. Celková cena oprav dosáhla 18 milionů Kč.

### Program záchrany architektonického dědictví
V rámci Programu záchrany architektonického dědictví bylo v letech 1995–2014 na opravu památky čerpáno 11 795 000 Kč.
| rok    | 2004  | 2005  | 2006  | 2007 | 2008  | 2009 | 2010 | 2011  | 2012 | 2013 | 2014 |
| ------ | ----- | ----- | ----- | ---- | ----- | ---- | ---- | ----- | ---- | ---- | ---- |
| částka | 1 500 | 1 600 | 2 000 | 950  | 1 050 | 750  | 590  | 1 205 | 610  | 690  | 850  |